# Séisme de 1639 à Amatrice
Le séisme de 1639 à Amatrice est un tremblement de terre survenu le 7 octobre 1639 dans la haute vallée du fleuve Tronto près d'Amatrice, dans le royaume de Naples (aujourd'hui dans la province de Rieti, Latium, Italie).

## Histoire

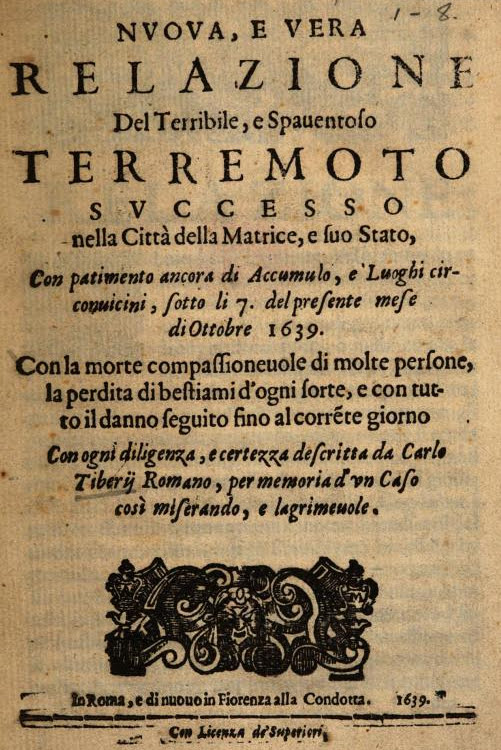
Carlo Tiberi Romano, Nouvelle et fidèle relation du terrible et effrayant tremblement de terre survenu à Matrice et dans son État (Rome, 1639).

Les princes Orsini quittèrent la ville détruite par le séisme, dont la secousse dura 15 minutes et causa environ 500 morts (bien que de nombreux corps soient restés sous les décombres). Les dégâts furent estimés entre 400 000 et 1 million de scudi de l’époque.
Le 14 octobre suivant, une forte réplique se produisit.
De nombreux habitants s’enfuirent à la campagne, où des tentes furent installées, tandis que d’autres trouvèrent refuge dans l’église San Domenico. Parmi les bâtiments détruits ou gravement endommagés figuraient : le palais des princes Orsini (qui, au moment du séisme, étaient hors de la ville), le Palazzo del Reggimento (Palais du Régiment), l’église du Saint-Crucifix, ainsi que plusieurs maisons. Des rosaires et des processions furent organisés par la population pour invoquer la fin des secousses. On déplora également d’importantes pertes de bétail (principale source de revenus à l’époque), ce qui força la population à migrer vers Rome et Ascoli Piceno.
Les effets du tremblement de terre furent décrits en détail dans un rapport publié par Carlo Tiberi en 1639, puis révisé et mis à jour dans une seconde édition parue la même année.